# Desa Karanganyar (administrativ by i Indonesien, Jawa Barat, lat -7,00, long 108,39)
Desa Karanganyar är en administrativ by i Indonesien.   Den ligger i provinsen Jawa Barat, i den västra delen av landet, 190 km sydost om huvudstaden Jakarta. Desa Karanganyar ligger vid sjön Waduk Darma.